# Calycomyza meridiana
Calycomyza meridiana este o specie de muște din genul Calycomyza, familia Agromyzidae, descrisă de Friedrich Georg Hendel în anul 1923. Conform Catalogue of Life specia Calycomyza meridiana nu are subspecii cunoscute.